# Hall (New York)
Pour les articles homonymes, voir Hall.
Hall est une census-designated place du comté d'Ontario, dans l'État de New York, aux États-Unis,. En 2020, elle compte une population de 202 habitants.